# Movimento Popular de Azauade
Movimento Popular de Libertação de Azauade (em francês:  Mouvement populaire de libération de l'Azawad, MPLA), mais tarde conhecido como Movimento Popular de Azauade (em francês:  Mouvement populaire de l'Azawad, MPA), é um grupo rebelde tuaregue formado no norte do Mali durante a rebelião tuaregue de 1990-1996.

## Histórico
O movimento foi formado em 1988 por Iyad Ag Ghali, um soldado tuaregue do exército líbio e da Legião Verde. Em 29 de junho de 1990, este último atacou a gendarmaria de Ménaka e desencadeou a segunda rebelião tuaregue contra o Mali. 
Em 6 de janeiro de 1991, Iyad Ag Ghali assinou os Acordos de Tamanrasset e o MPLA mudou seu nome para Movimento Popular de Azauade (MPA). No entanto, vários rebeldes romperam com o MPA, considerado muito dominado pela tribo dos Ifogas. Os Shamanamas fundam a Frente Popular de Libertação de Azauade (FPLA) e os ingades fundam o Exército Revolucionário de Libertação de Azauade (ERLA).
O MPA junta-se aos Movimentos e Frentes Unificadas de Azauade (MFUA) e assina o Pacto Nacional com Bamaco em 11 de abril de 1992.
Entre os grupos rebeldes tuaregues, o MPA foi o mais moderado e que respeitou a paz com o Estado maliano. Também foi o mais importante com mil combatentes. Em 1993, no entanto, surgiu um conflito entre os Ifogas do Movimento Popular de Azauade e os Inghades do Exército Revolucionário de Libertação de Azauade, até que os últimos removem Intalla Ag Attaher, o amenokal de Ifogas. Iyad Ag Ghali, em seguida, reagrupa suas forças e persegue o Exército Revolucionário de Libertação de Azauade em Adrar Tigharghar e na região de Quidal.
Em 26 de março de 1996, o MPA foi dissolvido durante a cerimônia "Chama da Paz" em Timbuktu, onde 3.000 armas foram queimadas.